# 대한제국 경시청
대한제국 경시청(大韓帝國警視廳)은 조선 말기 한성부와 경기도의 경찰·소방 업무를 관장하기 위하여 설치되었던 내부 산하 관서이다.

## 개요
1907년 7월 내부 소속의 경무청을 한성부와 경기도로 그 기능을 이전하면서 경시청이라는 명칭으로 새로 개편되었다. 직제는 네 차례에 걸쳐 개정되었고 관직명이나 관원수도 많은 변천이 있었으나, 1910년 2월 4일을 기준으로 하여 살펴보면, 경시총감 1인, 경시부감 1인, 경시 12인, 번역관 2인, 경찰의(警察醫) 5인, 경부(警部) 58인, 번역관보 4인이었다.
순사는 일정한 정원이 따로 없고 필요에 따라 내부대신이 정하도록 하였다. 하부조직으로 8개의 경찰서, 4개의 분서(分署), 40개의 순사주재소가 있었다.

## 같이 보기
- 경시청